# Карман-Актау
Карман-Актау (баш. Ҡарман-Аҡтау) — село в Янаульском районе Республики Башкортостан Российской Федерации. Входит в состав Воядинского сельсовета.

## География

### Географическое положение
Село расположено на речке Ямъялшелга.Расстояние до:
- районного центра (Янаул): 32 км,
- центра сельсовета (Вояды): 8 км,
- ближайшей ж/д станции (Янаул): 32 км.

## Происхождение названия
Карман-Актау основали выходцы из села Карманово в 1849 году. Актау означает «Белая гора».

## История
В 1859 году в 29 дворах проживало 135 человек.
В 1904 году в деревне Актаева Ново-Артауловской волости Осинского уезда Пермской губернии — 46 дворов. В 41 крестьянском дворе проживало 234 жителя (119 мужчин, 115 женщин), башкиры-вотчинники. В оставшихся 5 дворах, не приписанных к крестьянской общине — 22 человека (10 мужчин, 12 женщин).
По переписи 1920 года в ней было 77 дворов и 393 жителя (197 мужчин, 196 женщин).
К 1926 году деревня Карман-Актау (Актаева) была передана из Уральской области в состав Янауловской волости Бирского кантона Башкирской АССР.
В 1930 году была открыта начальная школа, в тридцатые годы также открыт сельский клуб, работающий и в настоящее время.
В 1939 году в селе 446, в 1959 — 417 жителей.
Во время Великой Отечественной войны действовал колхоз «Урал», существовавший до 1958 года.
В 1982 году здесь проживало около 200 человек.
В 1989 году — 130 человек (56 мужчин, 74 женщины).
В 2002 году — 96 человек (43 мужчины, 53 женщины), башкиры (91 %).
В 2010 году — 65 человек (30 мужчин, 35 женщин).

## Население
| 2002 | 2009 | 2010 |
| ---- | ---- | ---- |
| 96   | ↘77  | ↘65  |